# Fermont
Pour l’article homonyme, voir Fermont (Meurthe-et-Moselle).
Fermont est une ville minière située dans la municipalité régionale de comté de Caniapiscau, dans la région administrative de la Côte-Nord, au Québec, au Canada. Fondée en 1974, Fermont comptait au recensement de 2021 une population de 2 256 habitants.

## Géographie
Fermont possède une superficie totale de 503,06 km2 (dont 451,84 km2 est terrestre). De forme rectangulaire, la municipalité est adossée à l'est à la frontière entre le Québec et Terre-Neuve-et-Labrador. La partie urbanisée de Fermont (52° 47′ 46″ N, 67° 05′ 33″ O) occupe seulement une petite partie de cette superficie, en bordure du lac Daviault. Son territoire est principalement occupé par les forêts ainsi que par des mines à ciel ouvert.
La ville est isolée géographiquement. Labrador City et Wabush, voisines frontalières du côte labradorien, sont les seules localités à proximité. Baie-Comeau et Happy Valley-Goose Bay sont les autres villes les plus proches par la route, à environ 550 km. Fermont est enclavé à l'intérieur du territoire non organisé de Rivière-Mouchalagane.

### Topographie
L'altitude de Fermont varie entre 550 m et 900 m. Son point le plus bas se situe dans la vallée de la rivière aux Pékans, au sud-ouest. Son point le plus élevé se situe dans les monts Seversen. La mine du Mont-Wright a nivelé une grande partie de ces monts. Le mont Daviault offre un point de vue sur la ville.

### Hydrographie
Fermont compte quelques dizaines de lacs sur son territoire reliés entre eux par des ruisseaux et des marais. Les principaux lacs sont : Daviault, Moiré, Mogridge, Daigle, Webb et Carheil.

### Transports

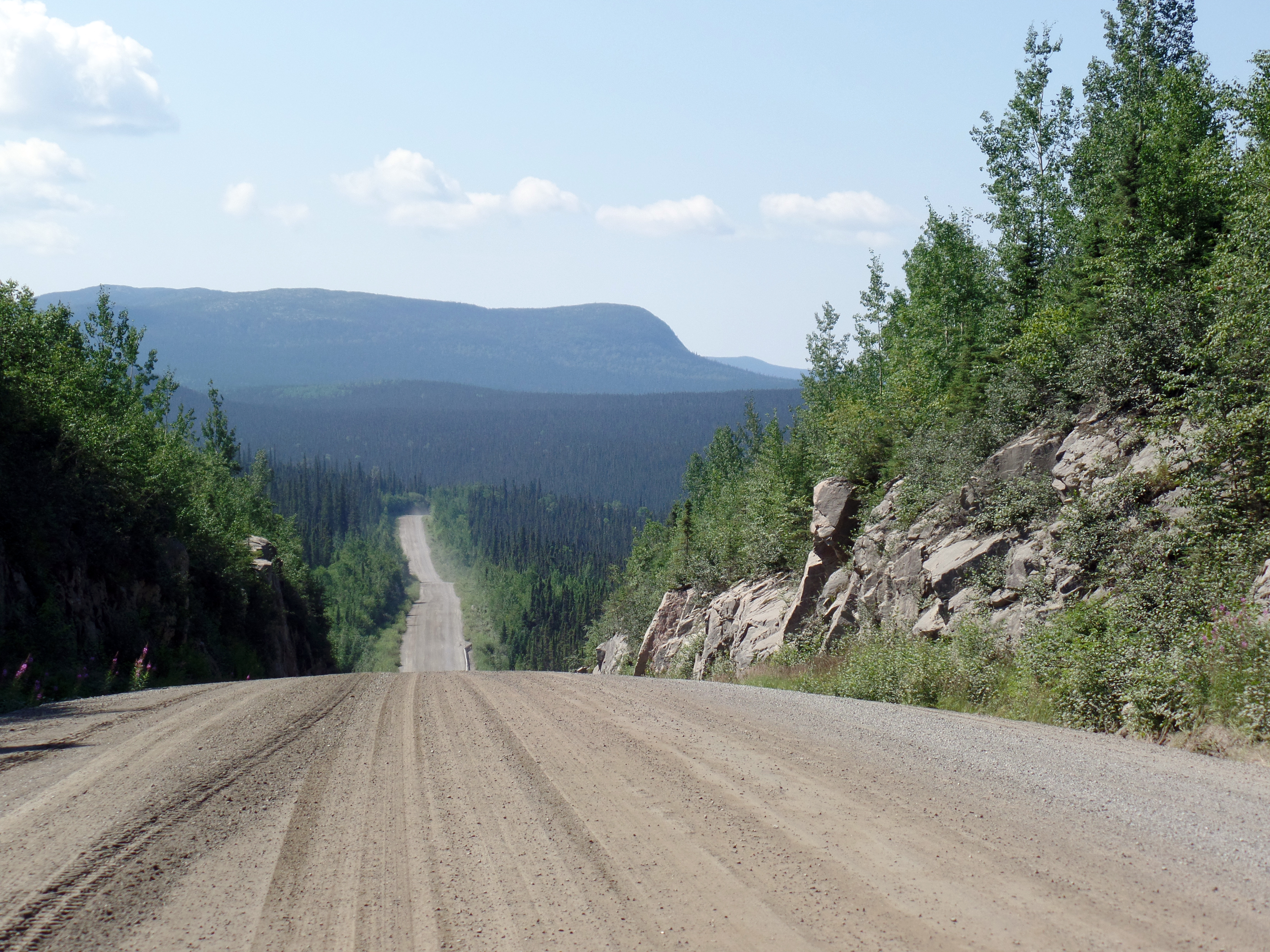
La route 389 relie Baie-Comeau à Fermont.

La route Trans-Québec–Labrador (route 389 du côté québécois / route 500 du côté labradorien) est le seul accès routier. Pour se rendre à Fermont, il est possible de passer par la route 389 qui commence à Baie-Comeau et qui monte vers le Nord en longeant le réservoir Manicouagan.
Il est également possible de s'y rendre en avion, en atterrissant à l'aéroport de Wabush (Terre-Neuve-et-Labrador).
Une voie ferrée relie également Port-Cartier à la mine du Mont-Wright, mais elle est principalement utilisée pour le transport du concentré de minerai de fer et des équipements volumineux. Le train ne transporte plus de passagers.

### Climat
Fermont possède un climat subarctique (Dfc) selon la classification de Köppen. Fermont est une ville avec une pluviométrie importante avec 828,7 mm / année. Les étés sont courts et frais. C'est aussi la période recevant le plus de précipitations. La région est couverte par la taïga, composée principalement de conifères adaptés au froid.
| Mois                              | jan.  | fév.  | mars  | avril | mai  | juin | jui.  | août  | sep.  | oct. | nov.  | déc.  | année |
| --------------------------------- | ----- | ----- | ----- | ----- | ---- | ---- | ----- | ----- | ----- | ---- | ----- | ----- | ----- |
| Température minimale moyenne (°C) | −28,1 | −26,6 | −19,5 | −9,7  | −2,3 | 3,8  | 7,4   | 7     | 2,4   | −3,7 | −12,2 | −22,3 | −8,7  |
| Température moyenne (°C)          | −22,1 | −19,8 | −13,3 | −3,5  | 3,6  | 10,1 | 13,5  | 12,6  | 7,2   | 0,1  | −7,8  | −16,9 | −3    |
| Température maximale moyenne (°C) | −16   | −13   | −6,7  | 2,5   | 9,7  | 16,4 | 19,6  | 18,2  | 12    | 3,8  | −3,6  | −11,6 | 2,6   |
| Précipitations (mm)               | 48,3  | 37,7  | 45,6  | 37,2  | 51,2 | 87,1 | 123,8 | 107,7 | 103,9 | 71,2 | 62,4  | 52,7  | 828,7 |
| dont pluie (mm)                   | 0,7   | 0,4   | 1,2   | 13,3  | 39,5 | 86,5 | 123,8 | 107,7 | 103,1 | 46,9 | 10,8  | 1,2   | 535,2 |
| dont neige (cm)                   | 47,6  | 37,3  | 43,7  | 25,5  | 10,5 | 0,4  | 0     | 0     | 0,9   | 24,2 | 50,1  | 51,3  | 291,5 |

## Démographie
| 1981  | 1986  | 1991  | 1996  | 2001  | 2006  | 2011  | 2016  | 2021  |
| ----- | ----- | ----- | ----- | ----- | ----- | ----- | ----- | ----- |
| 4 216 | 3 592 | 3 735 | 3 234 | 2 918 | 2 633 | 2 874 | 2 474 | 2 256 |

### Langues
En 2021, sur une population de 2875 habitants, Fermont comptait 97,1 % de francophones, 2 % d'anglophones.

## Administration
Les élections municipales se font en bloc pour le maire et les six conseillers.
| Fermont Maires depuis 2003                                                                                           |                   |         |          |
| Élection | Maire             | Qualité | Résultat |
| 2003 | Lise Pelletier    |         | Voir     |
| 2005 | Lise Pelletier    | Voir    |          |
| 2009 | Lise Pelletier    | Voir    |          |
| 2013 | Lise Pelletier    | Voir    |          |
| n/d | Martin St-Laurent |         | Voir     |
| 2017 | Martin St-Laurent | Voir    |          |
| 2021 | Martin St-Laurent | Voir    |          |
| Élection partielle en italique Depuis 2005, les élections sont simultanées dans toutes les municipalités québécoises |                   |         |          |

## Urbanisme

### Mur de Fermont
La ville se démarque notamment grâce à son principal édifice, communément appelé « Le Mur Écran» (place Daviault), qui regroupe les principaux commerces et services de la municipalité, de santé et de loisirs, en plus d'abriter 344 logements.
On y retrouve, par exemple, une épicerie (Metro Coop), un bureau de poste, une école primaire et secondaire, une radio communautaire (CFMF103,1) ainsi qu'un hôtel, une bibliothèque, des restaurants/bars et diverses installations sportives (aréna, piscine, salle de quilles, salle d'entrainement).
Ce mur, long de 1 300 mètres et haut d'environ 25 mètres, doit son surnom à sa principale fonction, qui est de constituer un mur écran servant à protéger le reste de la ville des forts vents en provenance du nord. Tous les services de la ville y sont regroupés, excepté l'unique station service.
La structure a été conçue pour permettre aux résidents (autres que les travailleurs miniers) d'éviter de sortir du bâtiment durant les périodes de froid extrême, l'hiver, qui dure habituellement près de sept mois. La ville, conçue par Maurice Desnoyers et Norbert Schoenauer, a été inspirée par des projets similaires en Suède comme ceux de Ralph Erskine (la ville minière de Svappavaara).

### Autres infrastructures

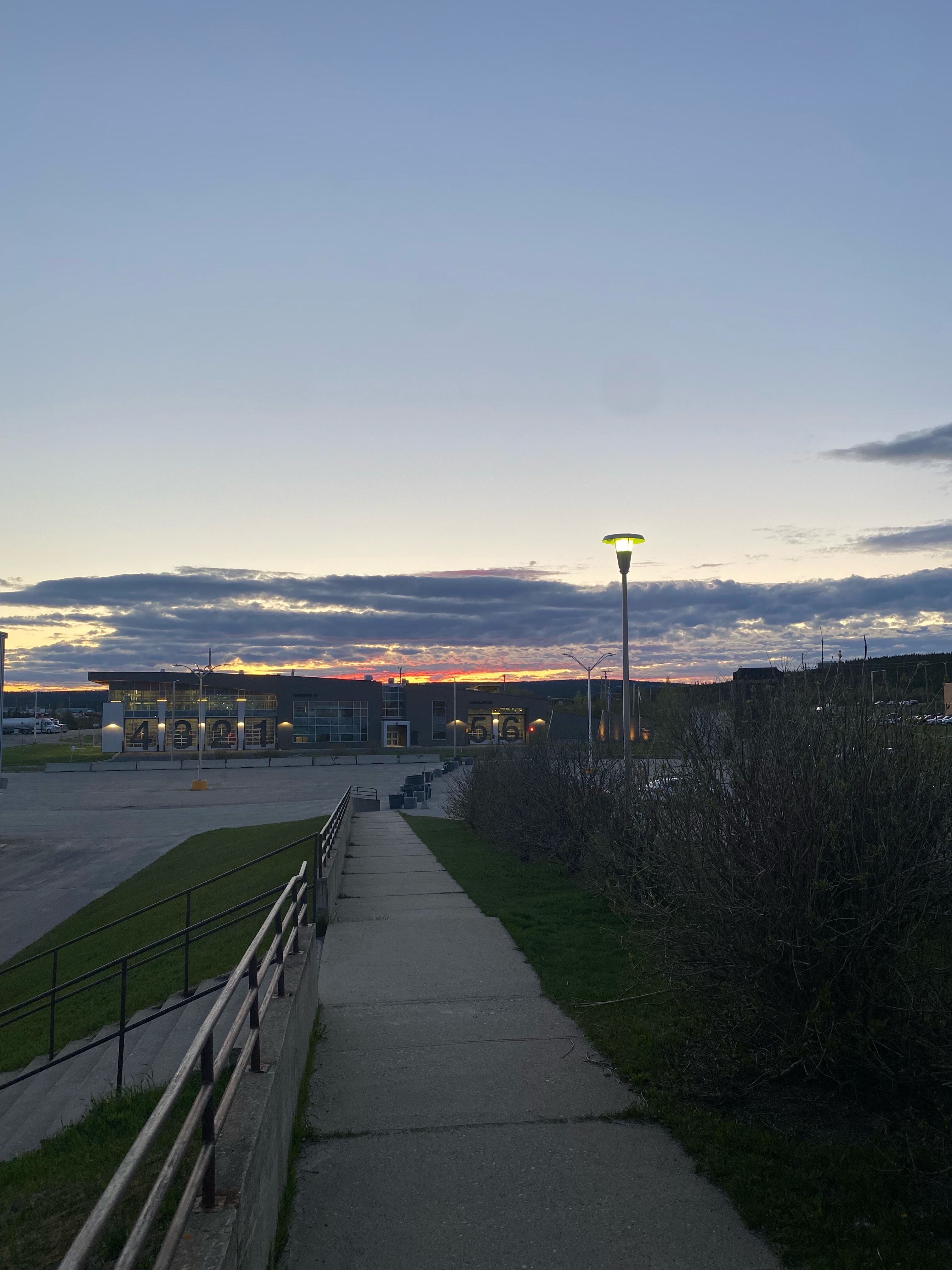

La caserne a été inaugurée le 5 juin 2017. Avant, elle était située dans le «Mur» mais c'était trop dangereux car elle était située à côté de l'école primaire.
La caserne accueille aussi le service ambulancier.

## Économie

### Industrie minière
Fermont fait partie, avec Wabush et Labrador City au Labrador (Terre-Neuve-et-Labrador), de la Fosse du Labrador. Ceci est le nom d'un vaste centre minier d'où l'on extrait des minerais de fer, d'où le nom de Fermont. Labrador City se trouve à 27 km.
Le principal employeur de l'endroit est ArcelorMittal Mines Canada, anciennement la Compagnie Minière Québec Cartier. 95 % des 2 500 résidents permanents vivent dans une habitation de la minière ArcelorMittal.
La mine du Mont-Wright est située à 17 km à l'ouest de la petite ville.
Une deuxième mine est aussi en exploitation, soit Minerai de Fer Québec (MFQ), au Lac Bloom.

### Commerces
- Internet et télé par câble : Diffusion Fermont
- Supermarché : Metro Coop
- Quincaillerie : RONA
- Banque : Caisse Desjardins
- NAPA
- Station service : ESSO

## Culture populaire
- Fermont (2022) : série documentaire de 10 émissions de 30 minutes, dresse un portrait de la ville et de son industrie minière[9].
- La Faille (2019) : Fermont est le lieu où se passe entièrement l'intrigue des 8 épisodes de la série[10].